# Município de Jackson (condado de Muskingum, Ohio)
O município de Jackson (em inglês: Jackson Township) é um município localizado no condado de Muskingum no estado estadounidense de Ohio. No ano de 2010 tinha uma população de 2.451 habitantes e uma densidade populacional de 38,74 pessoas por km².

## Geografia
O município de Jackson encontra-se localizado nas coordenadas 40° 07′ 24″ N, 82° 09′ 02″ O. Segundo o Departamento do Censo dos Estados Unidos, o município tem uma superfície total de 63.26 km², da qual 63,24 km² correspondem a terra firme e (0,04 %) 0,03 km² é água.

## Demografia
Segundo o censo de 2010, tinha 2.451 habitantes residindo no município de Jackson. A densidade populacional era de 38,74 hab./km². Dos 2.451 habitantes, o município de Jackson estava composto pelo 97,8 % brancos, o 0,33 % eram afroamericanos, o 0,2 % eram amerindios, o 0,2 % eram asiáticos, o 0,08 % eram de outras raças e o 1,39 % eram de uma mistura de raças. Do total da população o 0,94 % eram hispanos ou latinos de qualquer raça.